# Emilio Rodríguez Mendoza
Emilio Rodríguez Mendoza (Valparaíso, 4 de mayo de 1873-Santiago, 11 de diciembre de 1960) fue un escritor, periodista, diplomático y político chileno.

## Biografía
Fue hijo de Javier Rodríguez Vargas y de Gregoria Mendoza Valenzuela. Inició sus estudios en el Colegio San Agustín y los continuó en el Instituto Nacional. Desde muy joven se dedicó al periodismo, iniciándose en 1893 en el diario El Sur de Concepción, tras dejar su puesto como empleado de Correos de Chile. Ese mismo año fundó la revista «El año literario». En 1894 se integró a «La Lei», publicación periódica del Partido Radical, como redactor de sesiones del Congreso Nacional.
También fue redactor de los diarios La Tarde, El Ferrocarril, La Libertad Electoral, El Mercurio de Santiago, La Nación de Argentina y La Hora, periódico que fundó en 1935 y del cual sería su primer redactor. También contribuyó en la Revista Chilena.
Se casó con María Mercedes Basáñez Ávalos, hija de Adolfo Basáñez De la Fuente y de María Carlota Ávalos. 
Utilizó una considerable cantidad de seudónimos, como Juan Jill, con el que escribió artículos polémicos, Garrick, que utilizó para firmar textos sobre teatro, Papa Goriot, Nadar, Fray Candil, Mister Quidam y Don Caprice. En el periódico El Ferrocarril firmó con el seudónimo L'Aiglon. Pero A. de Gery, alias "que su hermano Manuel eligió de un personaje de Le Nabab de Alphonso Daudet" fue el seudónimo con el que se hizo mayormente conocido en el ámbito de las letras nacionales.
Su primer libro, el conjunto de cuentos «Gotas de absintio» (1895), fue prologado por Rubén Darío, a quien conoció en su paso por Chile y de quien fue amigo gracias a la relación que trabara con Manuel, su hermano mayor, quien también se dedicó al periodismo. En 1899, publicó «Última esperanza», novela sobre la vida de un artista agobiado sentimentalmente por la amante de su padre, que tuvo una inesperada recepción. En 1902 vio la luz la novela «Vida nueva», obra que fue halagada por Miguel de Unamuno.
Rodríguez Mendoza, además del cuento y la novela, incursionó en otros géneros como el ensayo, la crónica y las memorias, llegando a publicar alrededor de tres decenas de libros. En su faceta como ensayista destacaron sus reflexiones sobre la crisis del centenario de Chile y el libro recopilatorio «La flecha en el arco» (1940). Fue, además, miembro de la Academia Chilena de la Lengua desde 1952. En el año 1953 se le concedió el premio Atenea por «La Emancipación y el fraile de la Buena Muerte».
Samuel Lillo se refirió como sigue al carácter de Emilio Rodríguez Mendoza: 

Su vida y sus obras guardan íntima correlación. Su espíritu fuerte y desigual, lleno de sorpresas y novedades, es el que corresponde a su ademán altivo y a su palabra recia. De él puede decirse que escribe como habla. Enemigo de las medias tintas, encaró siempre con firmeza los aspectos de los hombres y de las cosas, y tuvo por ello polémicas y hasta lances de honor. Los años no han debilitado sus ímpetus y aun ahora, cuando cruza por las calles con su alta figura varonil, parece que esgrimiera su bastón anacrónico como si fuese una espada.

### Carrera diplomática y política
Como diplomático y político tuvo una extensa carrera. En 1902 fue nombrado segundo secretario de la legación de Chile en Brasil; al año siguiente, secretario en Italia y Suiza; y luego, encargado de negocios en las embajadas de España en Colombia. Más tarde, asumió como secretario en Bélgica y Holanda (1912) y en Argentina (1914). En 1915 presentó su renuncia al Cuerpo Diplomático de Chile y regresó a Chile.
En 1919 fue nombrado secretario y encargado de negocios en Bolivia. En 1923 fue enviado extraordinario y ministro plenipotenciario en España, donde firmó con Miguel Primo de Rivera un tratado de arbitraje amplio. En 1928 se le nombró embajador de Chile en Madrid.
En 1930, fue elegido senador por la Cuarta Agrupación Provincial de Santiago, en representación del Partido Radical, por el periodo 1930-1938, donde integró y presidió la Comisión Permanente de Relaciones Exteriores. El 4 de junio de 1932 estalló un movimiento revolucionario que decretaría dos días más tarde la disolución de este Congreso.
En 1939 fue director general de Estadística y entre 1941 y 1944, se desempeñó como embajador de Chile en Venezuela.
A lo largo de su carrera, recibió diversas condecoraciones: Miembro del Ministerio de Instrucción Pública de Francia; Caballero de la Corona de Bélgica; Medalla del Centenario Argentino; la Orden de Isabel la Católica; Gran Oficial de la Orden del Libertador; Gran Oficial al Mérito del Ecuador; Gran Oficial del Cóndor de los Andes de Bolivia; y la Gran Cruz de don Alfonso XIII.

## Obras
- Gotas de absintio (1895), colección de cuentos.
- Última esperanza (1899), novela.
- Últimos días de la administración de Balmaceda (1899), ensayo.
- Vida nueva (1902), novela
- Cuesta arriba (1910), novela.
- Santa Colonia (1917), novela.
- Como si fuera ayer (1919), ensayo.
- Los Estados Desunidos de Sudamérica (1927), ensayo.
- Remansos del tiempo (1929), ensayo.
- Como si fuera ahora (1929), ensayo.
- José Santos Chocano bosquejado (1934), ensayo.
- La flecha en el arco (1940), libro recopilatorio.
- Miranda, el visionario (1944), ensayo.
- La España que vi y viví (1948), ensayo.
- La Emancipación y el fraile de la Buena Muerte (1951), ensayo.